# Éric de Dampierre
Pour les articles homonymes, voir Dampierre.
Éric de Dampierre, né le 4 juillet 1928 à Paris et mort le 9 mars 1998 à Ville-d'Avray, est un ethnologue et universitaire français. Il est professeur d'ethnologie à l'université Paris X-Nanterre, spécialiste de la civilisation nzakara du Haut-Oubangui.

## Biographie
Éric de Dampierre obtient une licence de lettres (1946) et de droit (1947), et le diplôme de l'Institut d'études politiques de Paris (1948). Après son service militaire, il passe deux années à l'université de Chicago, au Committee on Social Thought (1950-1952), puis il travaille au Centre d’études sociologiques en tant que chercheur du CNRS. Il participe à une mission de l'ORSTOM en 1954 dans l’est de l’ancien Oubangui, en pays nzakara. Il établit à Bangassou, en pays zandé, ville de l'actuelle République centrafricaine, sur le terrain d'un colon français du nom de Godeste, une station de recherche qui sert de base à la Mission sociologique du Haut-Oubangui (MSHO). Il est l'animateur du Centre européen de sociologie, créé par Raymond Aron à l'École des hautes études en sciences sociales, en 1960. Il soutient en 1966 sa thèse d'État, intitulée Un ancien royaume Bandia du Haut-Oubangui et est nommé professeur à l’université de Paris X Nanterre (1967-1995), où il fonde en 1967 le Laboratoire d’ethnologie et de sociologie comparative (LESC), unité mixte de recherche du CNRS et de l’université Paris Ouest Nanterre La Défense (UMR 7186). 
Il meurt à Ville-d'Avray le 9 mars 1998.

## Activités de recherche et éditoriales
En 1952, il crée et dirige la collection « Recherches en sciences humaines » aux éditions Plon, où sont publiées les premières traductions en français des ouvrages de Max Weber et Karl Popper. En 1960, il crée avec Raymond Aron, Michel Crozier, Ralph Dahrendorf et Thomas Bottomore, la revue Archives européennes de sociologie. En 1964, il fonde avec Claude Tardits, Gilbert Rouget et Michel Leiris l'association Classiques africains, qui publie vingt-six volumes de littérature africaine en édition bilingue.

## Publications

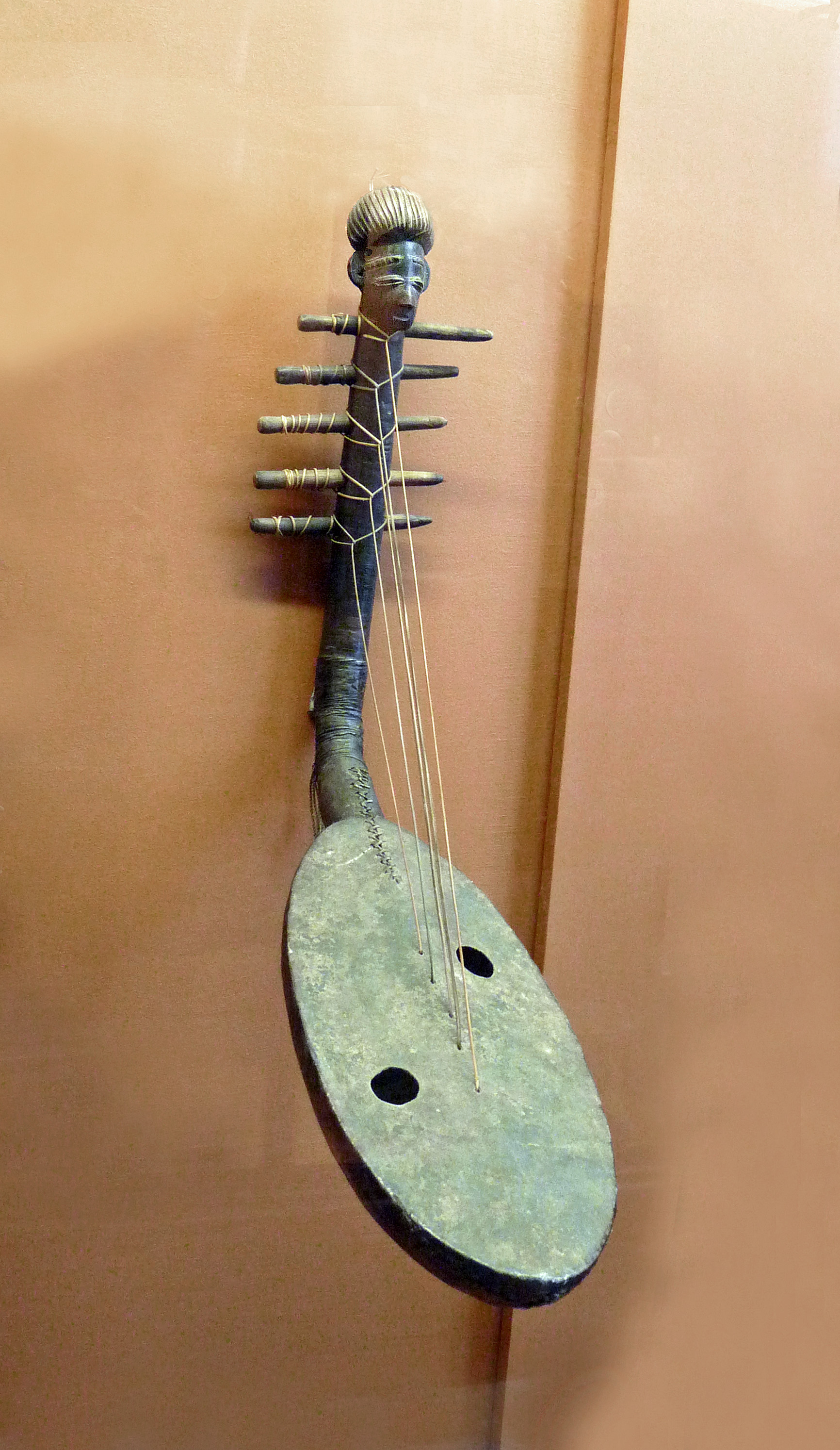
Harpe zandé (Musée royal de l'Afrique centrale)

- Poètes nzakara, 1963 (thèse secondaire)
- « Un ancien royaume Bandia du Haut-Oubangui », Paris, Plon, Recherches en sciences humaines no 24, 1967[7]
- Penser au singulier : étude nzakara, Paris, Société d'ethnographie, 1984, 39 p.
- « Sons aînés, sons cadets : les sanza d'Ebézagui », Revue de musicologie, Paris, 1982, p. 326-329.
- Satires de Lamadani, Paris, A. Colin, coll. « Les Classiques africains », 1987 (+ 1 cassette audio) 155 p.
- Harpes zandé, Paris, Klincksieck, 1991, 165 p.
- L'humanité des harpes, Société d'ethnologie, 47 p., 1998
- Une esthétique perdue : harpes et harpistes du Haut-Oubangui, Paris, École normale supérieure ; Nanterre (Société d'ethnologie), 1995

### Traductions
- Leo Strauss, Droit naturel et histoire, Plon, 1954, avec Monique Nathan.

### Discographie
- Musiques des anciennes cours Bandia, avec Marc Chemillier, Le Chant du Monde CNR 2741009. Collection CNRS/ Musée de l’Homme, 1996.